# Menhir de Reckingen
Le menhir de Reckingen (aussi dénommé pierre dressée du Beisenerbierg) est un menhir situé près de la localité de Reckange au Luxembourg. C'est l'unique mégalithe authentifié dans ce pays à ce jour.

## Description
Le monolithe mesure 3 mètres de longueur. Il est constitué d'un bloc de grès de Luxembourg dont les affleurements les plus proches sont situés à environ 2,5 km. Un rétrécissement à la taille et deux épaulements semblant dégager une tête, par enlèvement intentionnel, lui donne une forme anthropomorphe.
Le menhir a été découvert en position couchée. En 1978, lors des travaux préalables à son redressement, une fosse ovalaire d'environ 1 m de diamètre et d'une dizaine de centimètres de profondeur ainsi que plusieurs pierres de calage en grès ont été découvertes. Un second ensemble de calage, découvert situé à l'aplomb de cette fosse, a été interprété comme étant un dispositif temporaire ayant servi à installer le menhir dans sa fosse de calage au moyen d'un levier en bois. L'ensemble indique que le menhir renversé a été retrouvé à l'endroit de sa position initiale avant sa chute celle-ci pouvant s'expliquer par sa forme asymétrique et une structure de calage initiale qui paraît inadéquate. L'absence de mobilier archéologique découvert lors des fouilles, hormis un fragment de meule en grès de Gilsdorf, ne permet aucune datation précise, le menhir a donc été attribué au Néolithique au sens large par analogie avec des mégalithes similaires connus dans les régions voisines de Lorraine, de Rhénanie-Palatinat, de Sarre et en Wallonie.
Il s'agit de l'unique menhir connu à ce jour sur tout le territoire luxembourgeois.
Une copie du menhir est visible au Musée national d'histoire et d'art.